# N201 (België)
De N201 is een gewestweg in het Brussels Hoofdstedelijk Gewest. De weg verbindt de R20 (Kleine Ring van Brussel) met de R21 aan de Van Praetbrug.
De N201 loopt evenwijdig met de Haven van Brussel en het Zeekanaal Brussel-Schelde, dat ten westen ligt. Veel bedrijven langs het kanaal zijn toegankelijk via de N201.
De totale lengte van de weg bedraagt ongeveer 4 kilometer.
Zoals alle gewestwegen in het Hoofdstedelijk Gewest wordt de N201 niet aangegeven op de borden of op kilometerpaaltjes. De plaatselijke namen zijn van zuid naar noord IJzerplein, Willebroekkaai en Groendreef.

## N201a
Ter hoogte van de Groendreef ligt naast de N201 nog een rijbaan. Dit is de oude baan met lokaal toegang. Deze weg heeft het nummer N201a en is eenrichtingsverkeer in noordelijke richting.